# Radčice (Jablonec nad Nisou-i járás)
Radčice település Csehországban, Jablonec nad Nisou-i járásban. Radčice Pěnčín, Loužnice, Jílové u Držkova, Držkov és Železný Brod településekkel határos. Lakosainak száma 183 fő (2024. január 1.).

## Népesség
A település lakosságának változását az alábbi diagram mutatja:
| Lakosok száma | 347  | 422  | 405  | 302  | 239  | 152  | 168  | 175  | 178  | 183  |
|               | 1869 | 1890 | 1921 | 1950 | 1980 | 2001 | 2017 | 2019 | 2022 | 2024 |